# 真宗大谷派井波別院瑞泉寺

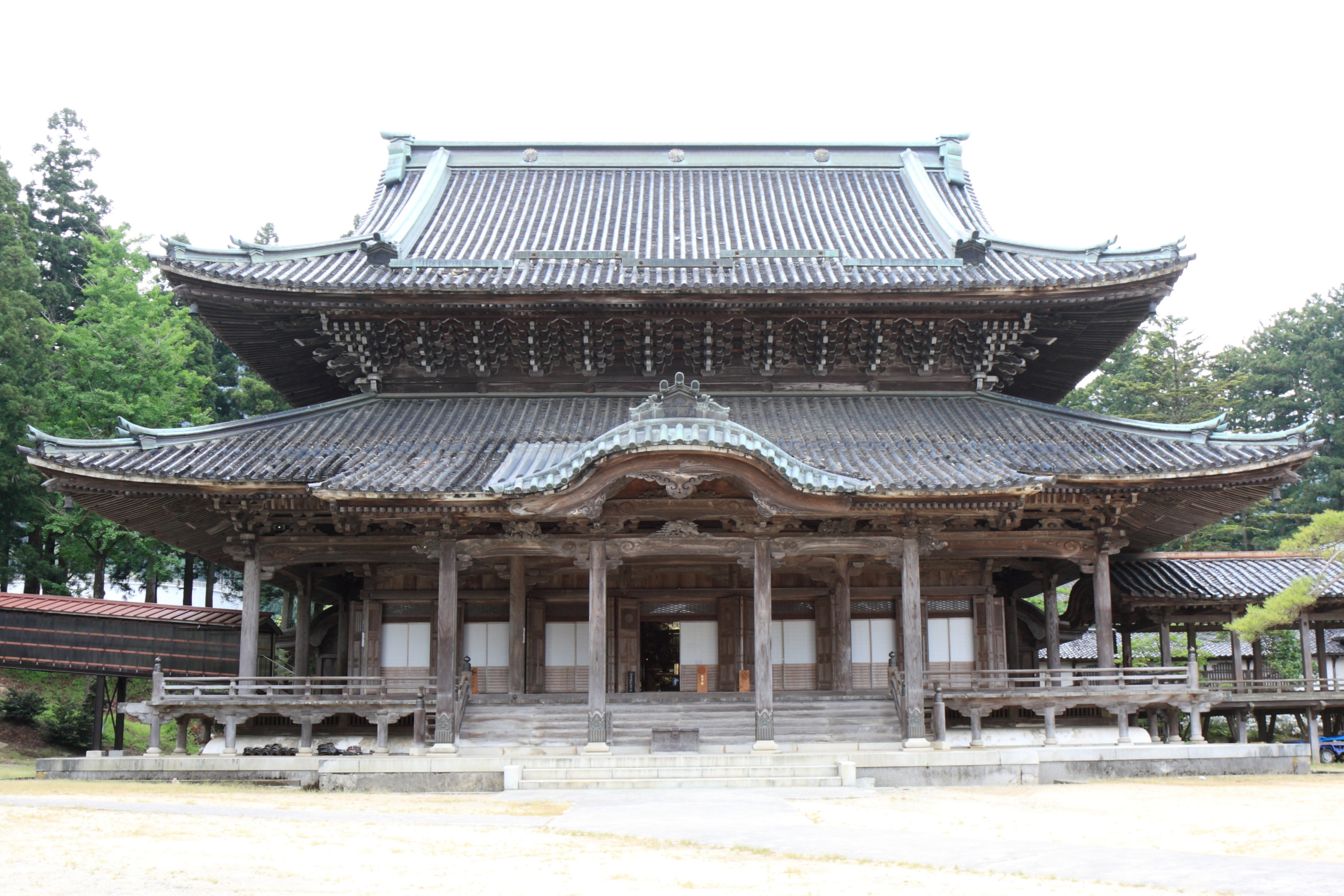
太子堂

真宗大谷派井波別院瑞泉寺（しんしゅうおおたにはいなみべついんずいせんじ）は、富山県南砺市井波にある真宗大谷派の寺院である。同派の別院。真宗本廟（東本願寺）を本山と仰ぐ。井波別院、瑞泉寺と略称で呼ばれる。山号は「杉谷山（さんこくさん）」。
戦国時代には、越中一向一揆の拠点とされ、伽藍は堅牢な石垣に囲まれている。瑞泉寺の建物の彫刻は、全て木彫刻産業が盛んな、南砺市井波の井波彫刻職人の手によって飾られている。

## 概要

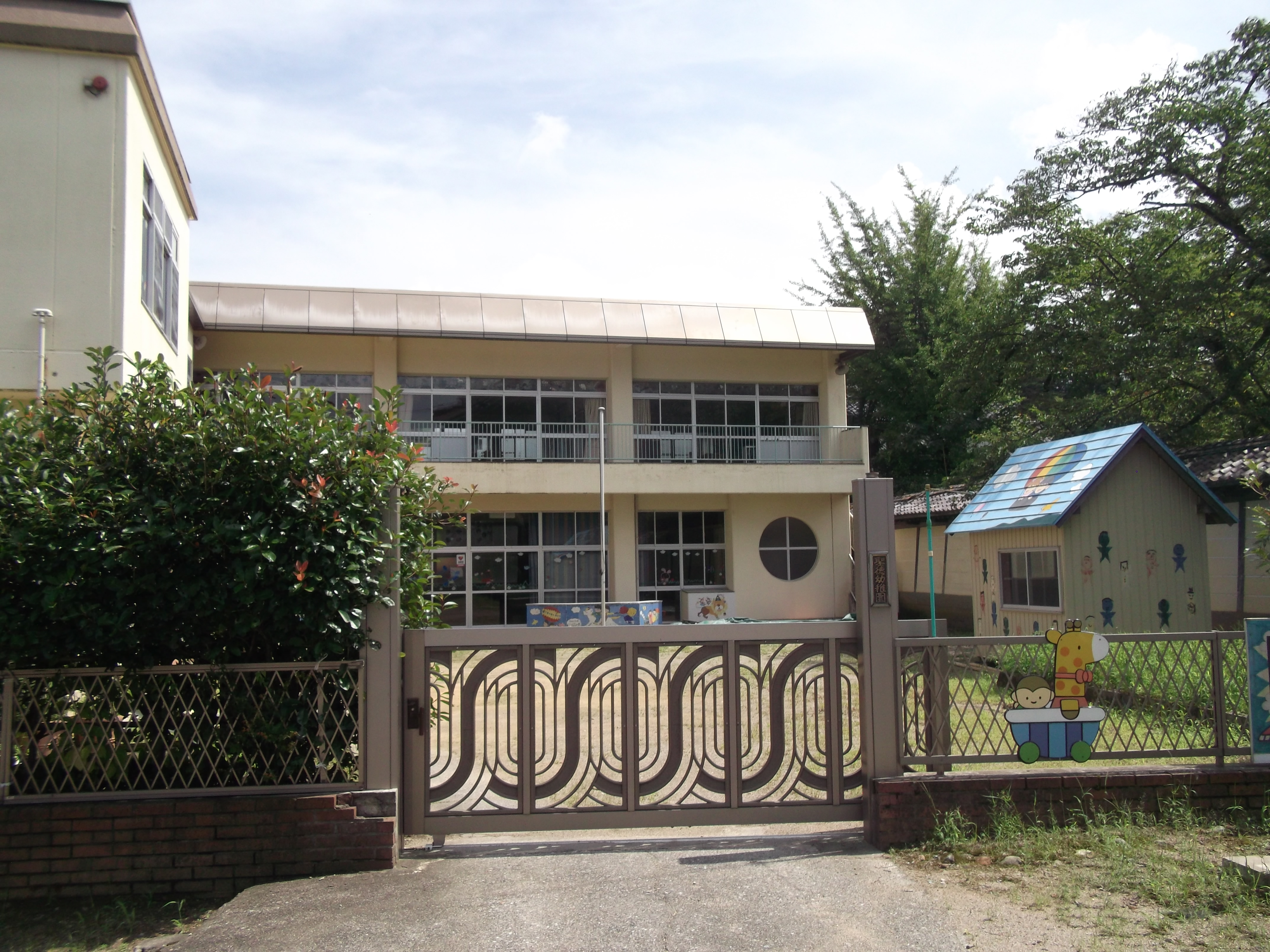
境内の聖徳幼稚園（2014年8月）

明徳元年（1390年）、本願寺第五代綽如により建立される。
天正9年（1581年）、顕秀の下、織田信長の北陸方面軍佐々成政の軍勢と戦うが焼き討ちに遭い、堂宇を焼失する。
慶長7年（1602年）、本願寺の分立により「准如を十二世法主とする本願寺教団」に属する。
慶安2年（1649年）、「教如を十二代法主とする本願寺教団」に転派する。
明治12年（1879年）、火災で大門（山門）などを残して主要伽藍を焼失。その後、明治18年（1885年）に本堂、大正7年（1918年）に太子堂が再建された。
境内には薄紫色と白色の花を咲かせる樹齢100年弱（令和7年〔2025年〕時点）のフジが1本ずつある。これは昭和35年（1960年）頃に護持団体『瑞泉寺二十八日講』の当時の役員が育てていたものを境内に植え替え、関係者がそれぞれ藤棚に仕立てたものである。なお、この藤棚は令和7年（2025年）2月の大雪で2本とも損傷・倒壊している（うち1本は損傷が激しく、再生に4、5年かかる見通しである）。

## 文化財
重要文化財（国指定）
- 紙本墨書後花園天皇宸翰消息
- 紙本墨書綽如上人勧進状

重要美術品（国認定）
- 絹本著色聖徳太子絵伝 8幅

有形文化財（富山県指定）
- 山門
- 木造阿弥陀如来立像

史跡（南砺市指定）
- 境内

## 所在地

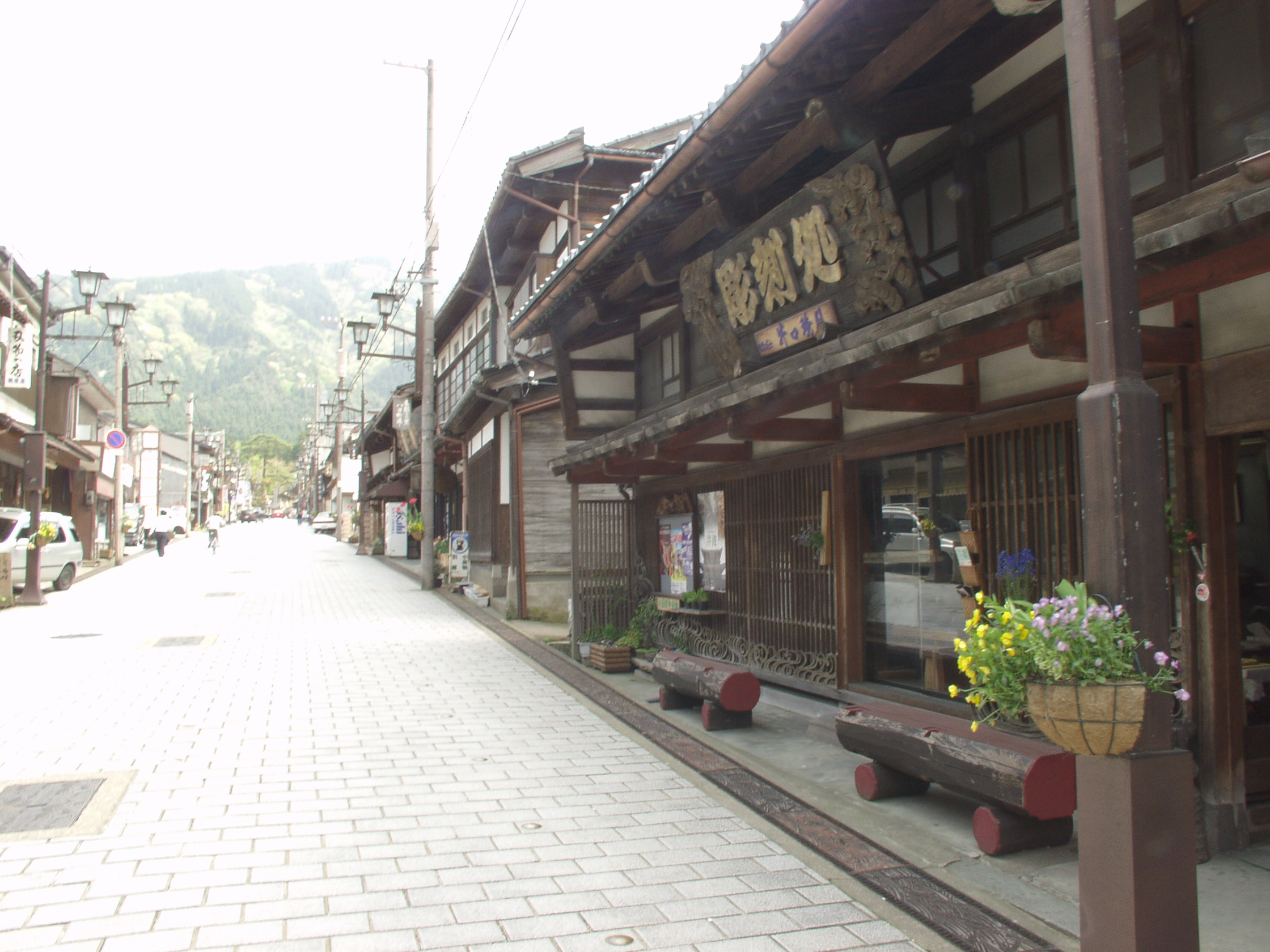
井波の町並み

富山県南砺市井波3050

## 開門・閉門時間
- 開門 - 8時30分[8]
- 閉門 - 16時30分[8]

## 拝観料
- 一般300円、中学生200円、小学生100円[8]

## アクセス
- JR西日本城端線福野駅から車で20分
- 加越能バス瑞泉寺前バス停下車すぐ（高岡駅前または石動駅から、庄川町行き、または小牧堰堤行きに乗車）
- 加越能バス交通広場前バス停下車5分(金沢駅または福光駅から、南砺金沢線井波行きに乗車)

## 近隣情報
- 道の駅井波
- 井波郵便局

## その他
- 映画『ファンシイダンス』のロケに使われた。